# Семёно-Полтавка
Семёно-Полтавка — село в Ершовском районе Саратовской области, в составе сельского поселения Антоновское муниципальное образование. 
Население - 330 (2010)

## История
Основано как сельское товарищество. Согласно Списку населённых мест Самарской губернии 1910 года в Семёно-Полтавское товарищество относилось к Верхне-Кушумской волости Новоузенского уезда, здесь проживало 114 мужчин и 122 женщины, товарищество населяли преимущественно малороссы, православные, в селе имелись 2 ветряные мельницы.
В 1919 году в составе Новоузенского уезда населённый пункт включён в состав Саратовской губернии.

## Физико-географическая характеристика
Село находится в Заволжье, в пределах Сыртовой равнины, относящейся к Восточно-Европейской равнине, на правом берегу реки Большой Узень, на высоте около 70 метров над уровнем моря. Почвы - тёмно-каштановые солонцеватые и солончаковые.
Село расположено на границе с Краснопартизанским районом, в 23 км по прямой в северо-восточном направлении от районного центра города Ершова. По автомобильным дорогам расстояние до районного центра Ершов - 27 км, до областного центра города Саратова - 210 км. 
Часовой пояс
Семёно-Полтавка, как и вся Саратовская область, находится в часовой зоне МСК+1. Смещение применяемого времени относительно UTC составляет +4:00.

## Население
Динамика численности населения по годам:
| Годы      | 1910 | 2002 |
| --------- | ---- | ---- |
| Население | 236  | 456  |

| 2002 | 2010 |
| ---- | ---- |
| 456  | ↘330 |